# 潮普惠委旧址
潮普惠委旧址，位于中国广东省揭阳市惠来县河林镇林樟村大栅山石洞，为惠来县的一个县级文物保护单位，类型为近现代重要史迹及代表性建筑，公布时间为1979年4月。
潮普惠委旧址的历史年代为1929年。